# Lucas Salles
Lucas Costa de Salles (Rio de Janeiro, 22 de março de 1993) é um humorista, ator e repórter brasileiro. Desde 2010, faz parte da companhia de humoristas Comédia Esporte Clube.

## Carreira
Atuou como Boca no seriado Desenrola Aí e no filme Desenrola. Em 2013, deu vida a Heitor no cinema na comédia romântica Odeio o Dia dos Namorados e, no mesmo ano, passou a integrar o elenco da telenovela Além do Horizonte, na pele do personagem Guto. Também participou do elenco do canal de humor do YouTube Parafernalha, e de 3 de julho de 2014 a 28 de dezembro de 2015, fez parte do programa CQC, da Rede Bandeirantes. A partir de 31 de janeiro de 2016, passou a ser repórter do Pânico na Band. Ele deixou a atração em fevereiro de 2017.
Em abril de 2019, foi confirmado como um dos participantes da quarta temporada do reality show Power Couple Brasil, e no mesmo ano, assinou contrato com a RecordTV para ser apresentador do quadro Museu de Memes, no canal oficial do reality show A Fazenda 11 no YouTube.
Em 2020, Salles voltou a Band para ser um dos integrantes do The Chef, programa culinário com Edu Guedes. Ele ficou na atração até 04 de julho de 2022, quando saiu da emissora. Em 2023, interpreta os gêmeos Bassânio e Basílio em A Infância de Romeu e Julieta do SBT. 

## Teatro
| Ano           | Título               | Personagem           |
| ------------- | -------------------- | -------------------- |
| 2004–05       | Theatro das Virtudes | Jonas                |
| 2009–10       | Alice e Gabriel      | Diogo                |
| 2011–12       | 3x4                  | Ele mesmo (stand up) |
| 2012          | Programa de Garoto   | Vários personagens   |
| 2012          | Eu Sou João Gustavo  | João Gustavo         |
| 2014–15       | Deu Branco           | Ele mesmo (stand up) |
| 2016–presente | Dupla de 2           | Ele mesmo (stand up) |
| 2017          | Stand Up no Pátio    | Ele mesmo (stand up) |

## Filmografia

### Televisão
| Ano     | Título                         | Personagem / Cargo         | Notas                                        |
| ------- | ------------------------------ | -------------------------- | -------------------------------------------- |
| 2010    | Desenrola Aí                   | Boca                       |                                              |
| 2010–11 | Malhação                       | Eduardo Godói (Dodói)      | Temporada 18                                 |
| 2012    | 220 Volts                      | Gato Guerreiro             | Episódios: "Anos 80" Episódio: "Convivência" |
| 2012    | O Fantástico Mundo de Gregório | Lucas                      | Episódio: "Parecido com Marlon Brando?"      |
| 2013    | Além do Horizonte              | Gustavo Amado (Guto)       |                                              |
| 2014–15 | CQC                            | Repórter                   |                                              |
| 2016–17 | Pânico na Band                 | Repórter                   |                                              |
| 2017    | Prata da Casa                  | Estagiário de Rosane       | Episódio: "Estrelas Mudam de Lugar"          |
| 2017–18 | A Vila                         | João Carlos Pedroso (Joca) |                                              |
| 2019    | Power Couple Brasil            | Participante               | Temporada 4                                  |
| 2020–22 | The Chef                       | Assistente de palco        |                                              |
| 2023    | A Infância de Romeu e Julieta  | Bassânio de Jesus          |                                              |
| 2023    | A Infância de Romeu e Julieta  | Basílio de Jesus           |                                              |

### Internet
| Ano     | Título         | Personagem         |
| ------- | -------------- | ------------------ |
| 2011–16 | Parafernalha   | Vários personagens |
| 2019    | A Fazenda Live | Apresentador       |

### Cinema
| Ano  | Filme                      | Personagem         |
| ---- | -------------------------- | ------------------ |
| 2011 | Desenrola                  | Boca               |
| 2012 | A Volta de Pixote          | Gordinho           |
| 2013 | Odeio o Dia dos Namorados  | Heitor (jovem)     |
| 2014 | Não Pare na Pista          | Alfredo            |
| 2021 | Missão Cupido              | Miguel Bittencourt |
| 2021 | Detetive Madeinusa         | Botânico           |
| 2022 | Acampamento Intergaláctico | Arthur             |
| 2022 | Pluft, o Fantasminha       | João               |